# 密西根理工大學
密西根理工大學（Michigan Technological University，缩写：MTU）成立於1885年，前身為密西根礦業學院（Michigan Mining College）。當時為美國銅礦業鼎盛時期，特別是在密西根上半島開採出大量高純度的銅礦。成立目的是為了因應當地對礦業人才殷切的需求，創立時主要培養礦業及冶金人才，後來逐漸發展成為培養工程、科學、人文、藝術、商業等高級專業人才的全方位大學，授予學位從學士、碩士、博士，學科領域涵蓋各類工程、人文、藝術、社會科學、商業、經濟、資訊、森林與環境科學、自然科學等類。學校亦設有“預備軍官訓練團”(ROTC)，培養高科技陸軍及空軍軍事人才。

## 地理環境

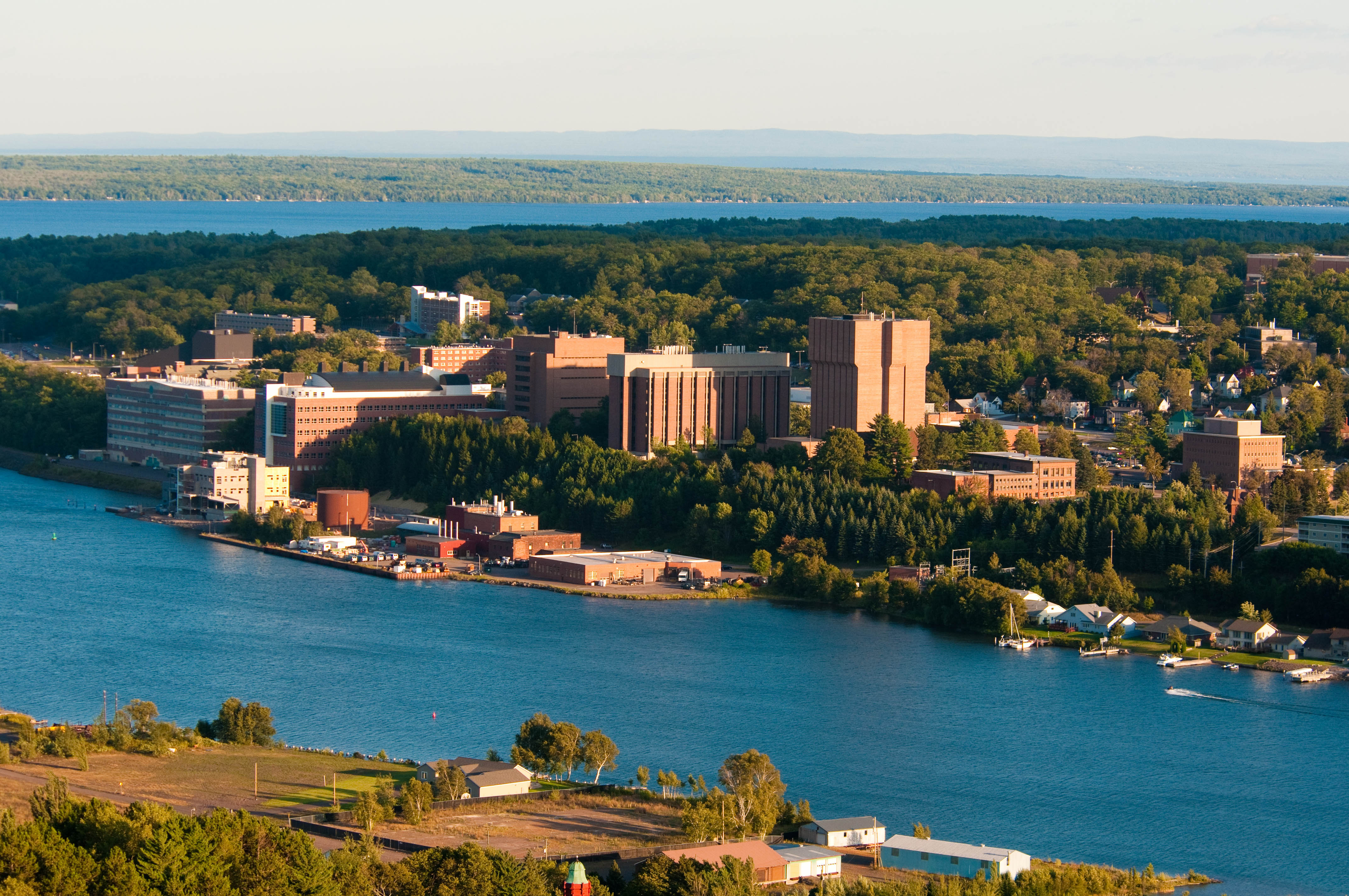
從附近的雷普利山（Mont Ripley）看向密歇根理工大學

密西根理工大學位於密西根上半島基維諾半島霍顿。由於當地早年銅礦業盛行，故有“銅鄉”（Copper Country）的稱號。密西根理工大學校園位於霍顿的美國41號州道公路旁，鄰近蘇必略湖的分支湖泊Portage Lake。霍顿為全美國前三名治安最好的大學城，有12000位居民，學生人數約有6000人。每年學校與當地共同舉辦的國際學生活動，校方希望將這個美國中西部小城帶向國際化。當地居民大多為芬蘭移民，社區也有許多對國際學生的服務，如免費英語教學、接待家庭等等。

## 體育設施
密西根理工大學的體育活動十分盛行，學校設有學生活動中心、體育場、美式足球場、高爾夫球場、棒球/壘球場、室內網球場、室內游泳池/高台跳水池、室內多功能籃球場(可打籃球、排球、羽球等等)、射箭場、射擊場、重量訓練室、壁球場等等，設備完整，提供學生及當地民眾運動休閒的最佳環境。學校知名的體育活動有籃球、美式足球、冰上曲棍球等等。密西根理工大學校隊的吉祥物是愛斯基摩犬。

## 知名活動
密西根理工大學依季節會舉辦不同的活動，以促進師生的交流，並已成為霍顿當地的年度盛會。較知名的有：冬季嘉年華（Winter Carnival）、迎春活動（Spring Fling）、及國際大遊行與國際美食節（Parade of Nations and International Ethnic Food Festival）等等。學校的學生活動中心每週都會放免費電影，為學生主要娛樂之一。當地也有舉辦許多活動，如鐵橋慶典與海鮮盛筵（Bridge Festival & Seafood Festival），往往吸引大批遊客駐足。

## 學院與科系

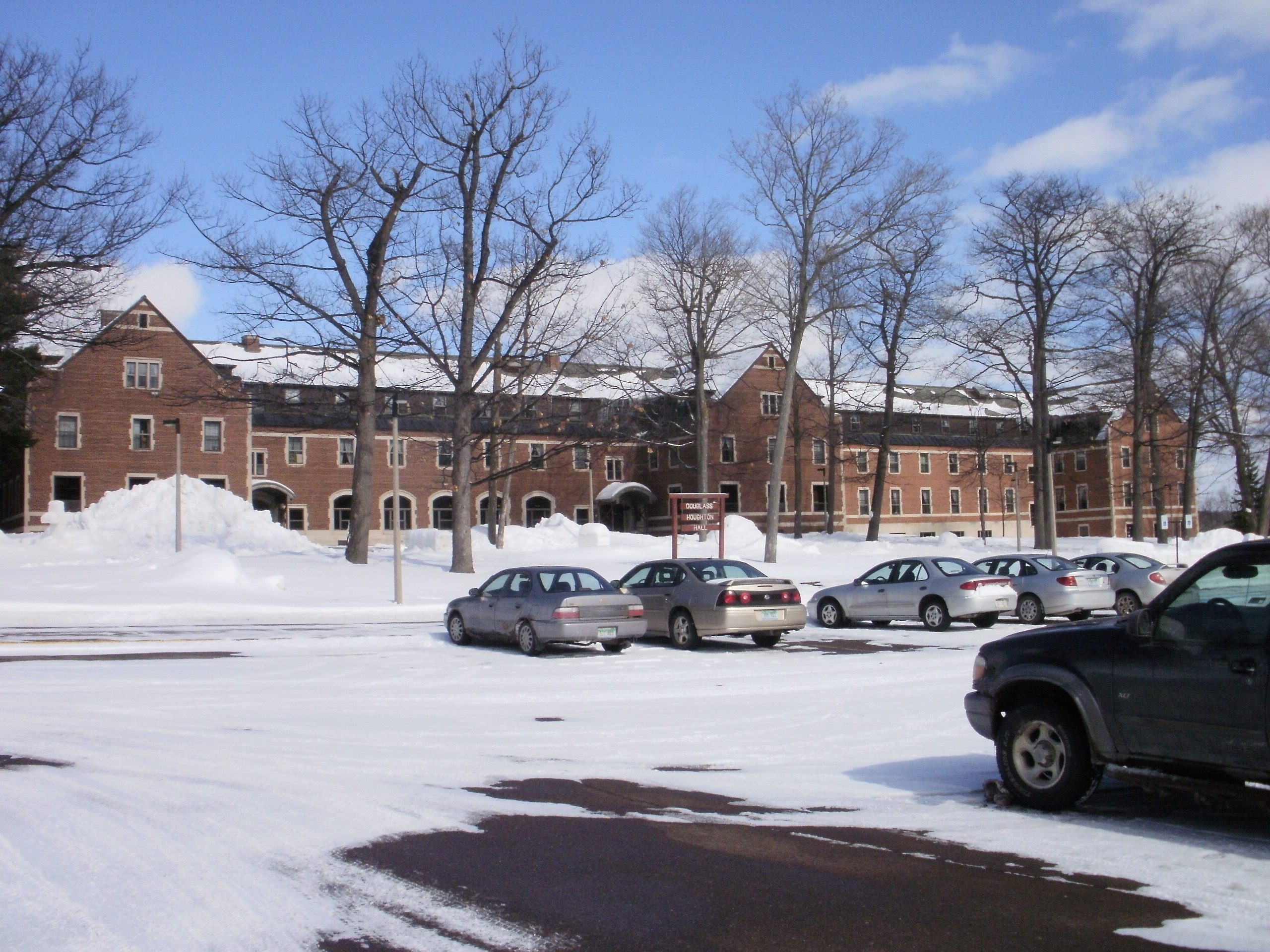
大学建筑道格拉斯·霍顿堂（Douglass Houghton Hall）

工程學院（College of Engineering）
- 應用地球物理學系
- 生物醫學工程系
- 化學工程系
- 資訊工程系
- 土木工程系
- 環境工程系
- 電機工程系
- 地質工程系
- 地質學系
- 材料科學與工程系
- 機械工程與工程力學系
- 服務系統工程系

科學與藝術學院（College of Sciences and Arts）
- 生物科學系
- 化學系
- 資訊科學系
- 認知與學習科學系
- 運動科學、健康與體育教育系
- 人文系
- 數學科學系
- 物理系
- 社會科學系
- 視覺與表演藝術系
- 空軍預備軍官訓練團
- 陸軍預備軍官訓練團

商業與經濟學院（School of Business and Economics）
森林資源與環境科學學院（School of Forest Resources and Environmental Science）
- 森林系
- 應用生態學與環境科學系
- 野生動物生態學與管理系

技術學院（School of Technology）
- 電腦網路與系統管理
- 建築管理
- 電機工程技術
- 工業技術
- 機械工程技術
- 測量工程

密西根理工大學研究所

## 排名
其为美国国内较好的理工大学之一，排名依照排名机构的不同而有较大差异。該大學在2021年《美國新聞與世界報道》的全國大學排名中列在第153位。

## 外部連結
- 密西根理工大學網站（页面存档备份，存于）
- 荷頓市網站[永久]
- 工程學院（页面存档备份，存于）
- 科學與藝術學院（页面存档备份，存于）
- 商業與經濟學院
- 森林資源與環境科學學院（页面存档备份，存于）
- 技術學院（页面存档备份，存于）
- 密西根理工大學研究所（页面存档备份，存于）